# Mikuláš Huba (herec)

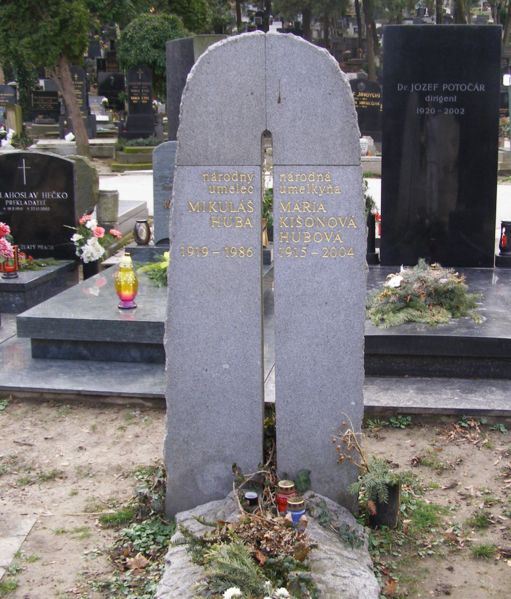
Hrob manželů Hubových na bratislavském hřbitově Slávičie údolie

Mikuláš Huba (19. října 1919, Spišská Nová Ves – 12. října 1986, Bratislava) byl slovenský herec a recitátor, manžel operní pěvkyně Márie Kišonové-Hubové a otec herce Martina Huby.

## Život
Jako student gymnázia byl členem ochotnického souboru Hviezdoslav. Po maturitě odešel studovat do Bratislavy právo a filozofii, ale přestoupil na Hudební a dramatickou akademii, kde absolvoval v roce 1940 u profesora Janka Borodáče. Už jako posluchač akademie se stal v roce 1938 členem činohry SND (v letech 1953-1963 byl šéfem činohry).
Se svým sametově hebkým hlasem byl uznávaným recitátorem. Účinkoval v rozhlase a v mnoha televizních filmech a seriálech – Sám vojak v poli (1965), Živý bič (1966), Straty a nálezy (1975), Americká tragédia (1976), Canarisova krvavá hviezda, Príbehy z lepšej spoločnosti, Naši synovia, Desatinka citu.
Od roku 1951 působil jako pedagog na VŠMU (od roku 1962 docent). Byl politicky angažovaný: v letech 1968-1975 byl kandidátem a od roku 1976 členem ÚV KSS. Působil jako předseda ZSDU (1970-1972 a 1982-1986).
V roce 1966 mu byl udělen titul zasloužilý umělec a v roce 1973 titul národní umělec.

## Filmografie
- 1947 Varúj...! (Ing. Gregor)
- 1948 Vlčie diery (Matúš Svrčina)
- 1949 Priehrada (Inženýr Hájnik)
- 1951 Boj sa skončí zajtra (Tokár, + umělecká spolupráce na scénáři)
- 1951 Akce B (major SNB)
- 1952 Mladé srdcia (Grešo)
- 1952 Únos (čs. delegát v OSN)
- 1957 Posledná bosorka (Peter)
- 1959 Letiště nepříjimá (Lipták)
- 1960 Na pochode sa vždy nespieva (inženýr Barič)
- 1965 Smrť prichádza v daždi (Holeš)
- 1966 Siedmy kontinent (generál)
- 1967 Vreckári (plukovník)
- 1972 Zajtra bude neskoro (Lányi)
- 1973 Skrytý prameň (Orphanides)
- 1975 Horúčka (Buchala)
- 1975 Šepkajúci fantóm (dr. Kysela)
- 1976 Vojaci slobody (gen. Sázavský)
- 1977 Advokátka (primář)
- 1978 Poéma o svedomí (gen. Golian)
- 1981 Člny proti prúdu (muž ve smokingu)
- 1983 Putování Jana Amose (Oxenstijerna)
- 1990 Svědek umírajícího času (Bohuslav z Michalovic)